# Devianță
Devianța se caracterizează prin abaterea comportamentului de la normele de viață și de la valorile sociale, morale și culturale ale unui grup sau ale unei societăți. Termenul desemnează caracterizsticile anumitor comportamente de a se abate de la normele acceptate în interiorul unui grup sau al unei societăți, putând conduce la conflicte între individul deviant și  grupul sau societatea respectivă. În general, devianța se referă la abaterea  de la normalitate, atât psihologic și psihiatric cât și valorico-normativ. Este determinată variabil de mai mulți factori: psihici, psihopatologici, socioculturali. 